# Dimitar Zapryanov
Dimitar Zapryanov (n. 27 ianuarie 1960, Opan, Stara Zagora, Bulgaria – d. iulie 2024) a fost un judocan ce a reprezentat Bulgaria, medaliat olimpic. A participat la 2 ediții ale Jocurilor Olimpice (1980, 1988) în care a câștigat o medalie de argint.